# Спрінггілл (Монтана)
Спрінггілл (англ. Springhill) — переписна місцевість (CDP) в США, в окрузі Ґаллатін штату Монтана. Населення — 120 осіб (2020).

## Географія
Спрінггілл розташований за координатами 45°52′59″ пн. ш. 111°4′57″ зх. д. / 45.88306° пн. ш. 111.08250° зх. д. (45.882980, -111.082415).  За даними Бюро перепису населення США в 2010 році переписна місцевість мала площу 7,20 км², з яких 7,20 км² — суходіл та 0,00 км² — водойми.

## Демографія
Згідно з переписом 2010 року, у переписній місцевості мешкало 130 осіб у 56 домогосподарствах у складі 39 родин. Густота населення становила 18 осіб/км².  Було 59 помешкань (8/км²).
Расовий склад населення:
| - 99,2 % — білих |

До двох чи більше рас належало 0,8 %. Частка іспаномовних становила 0,0 % від усіх жителів.
За віковим діапазоном населення розподілялося таким чином: 15,4 % — особи молодші 18 років, 71,5 % — особи у віці 18—64 років, 13,1 % — особи у віці 65 років та старші. Медіана віку мешканця становила 47,8 року. На 100 осіб жіночої статі у переписній місцевості припадало 91,2 чоловіків;  на 100 жінок у віці від 18 років та старших — 103,7 чоловіків також старших 18 років.
Цивільне працевлаштоване населення становило 40 осіб. Основні галузі зайнятості: науковці, спеціалісти, менеджери — 27,5 %, освіта, охорона здоров'я та соціальна допомога — 27,5 %, виробництво — 15,0 %, мистецтво, розваги та відпочинок — 15,0 %.